# Urgleptes vauriearum
Urgleptes vauriearum là một loài bọ cánh cứng trong họ Cerambycidae.